# Hunter × Hunter
Hunter × Hunter (Japans: ハンター×ハンター , romaji: Hanta hanta, de × wordt niet uitgesproken) is een manga van Yoshihiro Togashi over de 12-jarige Gon Freecss die hunter wil worden om zijn vader Ging terug te vinden, zelf een legendarische hunter. Hunters vormen een elite die beschikken over een licentie (in de vorm van een license card), die hen in staat stelt plekken te bereiken en dingen te doen waar normale mensen geen mogelijkheid toe hebben.
De reeks startte in Japan in 1998 in nummer 14 van het blad Weekly Shonen Jump. Tot op de dag van vandaag werkt Yoshihiro Togashi aan de manga van Hunter × Hunter, maar doet dit de laatste jaren zeer onregelmatig vanwege zijn gesteldheid.
De Hunter × Hunter anime bestaat uit 62 afleveringen, en vertelt het verhaal tot aan de York Shin (Yorknew City) arc. Daarop volgden nog 3 OVA (Original Video Animation) series die het verhaal uit de manga vervolgden. De eerste OVA (8 afleveringen) vertelt de rest van de York Shin arc. OVA 2: Greed Island (8 afleveringen) laat het begin van de Greed Island arc zien. De laatste OVA: Greed Island Final (14 afleveringen) dateert uit 2004 en rondt de Greed Island arc af.
In 2011 werd een remake van Hunter x Hunter uitgezonden onder de naam Hunter x Hunter 2011. In plaats van verder te gaan waar de OVA's eindigden, begint de serie opnieuw aan het begin van de manga. De serie liep van 2 oktober 2011 tot 23 september 2014 en bestaat uit 148 afleveringen.

## Nederlandse uitgaven
De oorspronkelijke Hunter × Hunter anime werd onder het Dybex-label uitgebracht op Dvd met Nederlandse ondertiteling. De manga werd nooit vertaald